# József Zakariás
József Zakariás (25. dubna 1924 – 22. listopadu 1971) byl maďarský fotbalista a trenér. V padesátých letech patřil ke Zlaté jedenáctce, mezi její další hráče patřili Nándor Hidegkuti, Ferenc Puskás, Zoltán Czibor, Sándor Kocsis a József Bozsik.

## MTK Hungária FC
Zakariás se narodil a zemřel v Budapešti a vrcholné období kariéry strávil v MTK Hungária FC, i když v době jeho působení se klub jmenoval Bástya SE a pak Vörös Lobogó SE. Pod vedením trenéra Mártona Bukoviho a v týmu, kde hráli také Nándor Hidegkuti, Péter Palotás a Mihály Lantos, pomohl Zakariás vyhrát pro MTK dvakrát maďarskou ligu, maďarský pohár a Mitropa Cup.

## Reprezentace

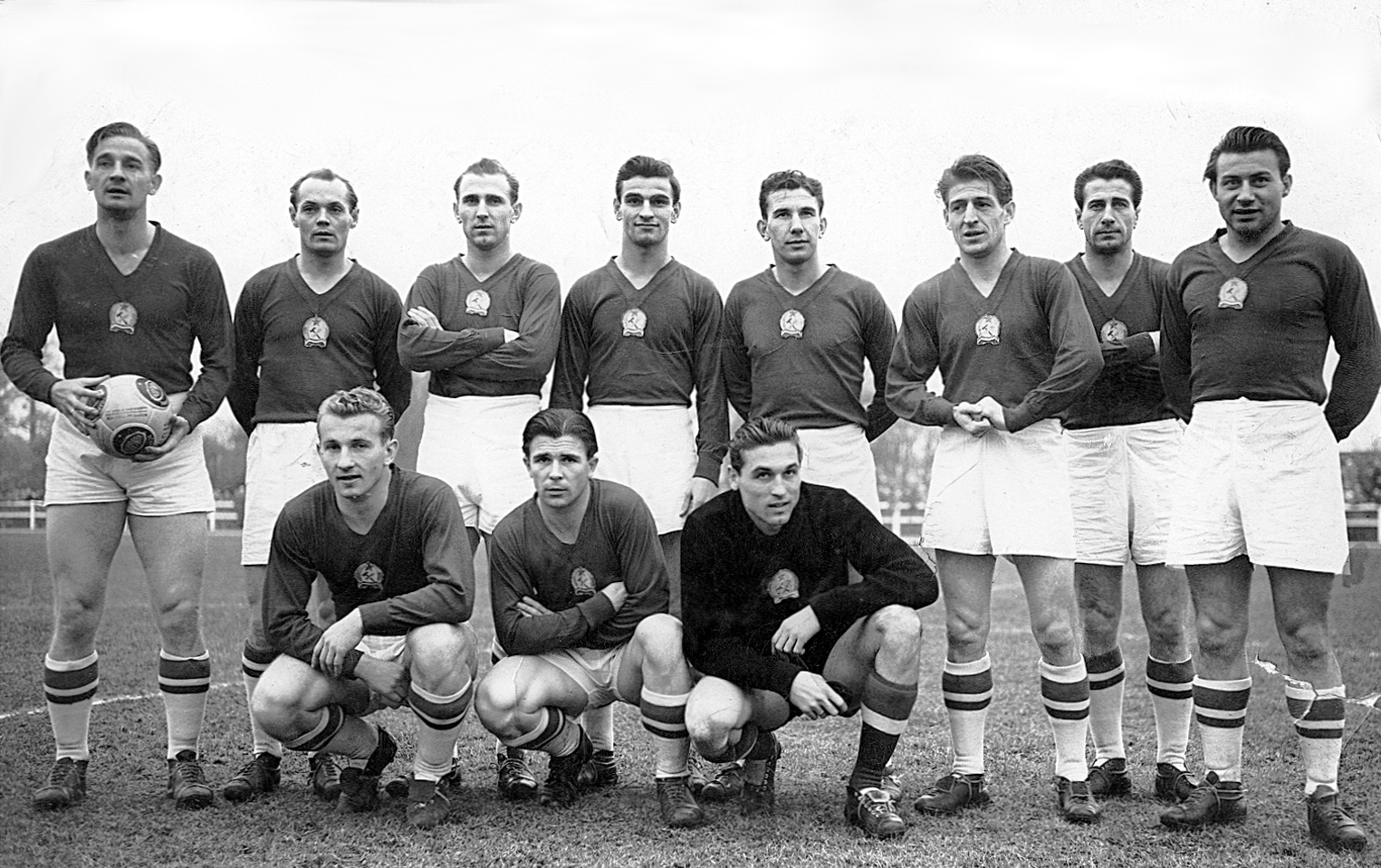
Vítězná reprezentace Maďarska na Středoevropském mistrovství 1953, József Zakariás je čtvrtým zprava v zadní řadě

V letech 1949 až 1954 sehrál 35 reprezentačních zápasů. Jako člen legendární Zlaté jedenáctky získal s reprezentací zlatou olympijskou medaili v roce 1952, titul Středoevropského šampiona v roce 1953 a dvakrát se podílel na porážce Anglické reprezentace. Potom ještě pomohl k postupu Maďarska do finále mistrovství světa v roce 1954. Tam sehrál čtyři z pěti zápasů, které Maďarsko hrálo. Před finálovým utkáním údajně nedodržel večerku a strávil noc s pokojskou. V reprezentaci již nikdy poté nenastoupil.

## Ocenění
Maďarsko
- Olympijský vítěz
  - 1952
- Středoevropské mistrovství
  - 1953
- Mistrovství světa
  - poražený finalista: 1954

MTK/Bástya/Vörös Lobogó
- Mistr Maďarska: 2
  - 1953, 1958
- Vítěz poháru: 1
  - 1952
- Mitropa Cup: 1
  - 1955